# Heinrich Beheim
Heinrich Beheim (n. secolul al XIV-lea – d. 1403) a fost un pietrar și arhitect german la Nürnberg.